# Nouvelle guerre froide
Cet article concerne le début du XXIe siècle. Pour la seconde partie de la guerre froide du XXe siècle, voir Seconde guerre froide.
- Pays membres de l'OTAN, de l'UE et des Cinq Yeux
- Autres pays alliés des États-Unis
- Pays fortement alliés de la Chine
- Pays moyennement alliés de la Chine
- Pays faiblement alliés de la Chine
- Pays neutres

Les superpuissances d’une potentielle seconde guerre froide : les États-Unis, la Russie et la Chine.

Les termes de nouvelle guerre froide ou de seconde guerre froide sont d'abord employés pour désigner une phase de la guerre froide proprement dite (1947-1991). Ils prennent un autre sens au début du XXIe siècle pour désigner un regain des tensions diplomatiques entre le monde occidental (en particulier les États-Unis et l'Union européenne) et la Russie dirigée par Vladimir Poutine, ainsi que de nouveaux acteurs s'ajoutant à cette escalade : la Chine, la Corée du Nord, l'Inde, le Pakistan et l'Iran (nouvelle guerre froide, seconde guerre froide,, ou plus informellement guerre froide 2.0[réf. souhaitée]). Cette expression peut être également employée pour désigner un conflit latent entre les États-Unis et la Chine, tel que la guerre commerciale entre ces deux puissances. La nouvelle guerre froide est également marquée par une nouvelle force majeure : l'organisation terroriste fondamentaliste mondiale de l'organisation État islamique que les deux blocs ont juré de combattre.

## Description
La nouvelle guerre froide se caractérise entre autres par les nouveaux outils de communication en jeu : les réseaux sociaux tels que Facebook et Twitter, (devenu X), sont instrumentalisés par les services secrets comme outil de propagande ou contre-propagande. Les accusations d'ingérences russes dans l'élection présidentielle américaine de 2016 illustrent cette montée des tensions.
L'une des principales tensions économiques concerne le dossier Nord Stream 2 qui prévoit la mise en place d'un gazoduc reliant directement la Russie et l'Allemagne en empruntant la mer Baltique. L'une des principales tensions politiques concerne le conflit israélo-palestinien. Dans la guerre civile syrienne, la Russie et les États-Unis s'opposent frontalement au sujet du régime de Bachar el-Assad. Sur le plan militaire, les tensions se raniment autour de l'île norvégienne de Vardø qui se situe à 60 kilomètres des côtes russes, et où l'armée américaine a installé  une base de surveillance,.
Alors que cette expression était jusqu'alors beaucoup utilisée par des médias de masse, le Premier ministre russe Dimitri Medvedev l'emploie en février 2016, pour dénoncer la situation géopolitique internationale.  
Cependant, de nouveaux acteurs ont surgi, tels que la Corée du Nord ou l'Iran. Les tensions entre l'Inde et le Pakistan, qui sont deux puissances nucléaires, sont quasi permanentes. Le danger du terrorisme et des cyberattaques a augmenté, la crise climatique — et la pandémie de coronavirus — aggravent encore la situation. Les scientifiques publiant l'« Horloge de l'Apocalypse (Doomsday clock) » estiment le danger d'une guerre nucléaire plus élevé que pendant les pires moments de la Guerre froide.

## Alliances militaires

### L'Organisation du traité de l'Atlantique nord

L’Organisation du traité de l'Atlantique nord (en anglais : North Atlantic Treaty Organization) est l'organisation politico-militaire mise en place par les pays signataires du traité de l'Atlantique Nord afin de pouvoir remplir leurs obligations de sécurité et de défense collectives. Elle est le plus souvent désignée par son acronyme OTAN (en anglais : NATO) mais aussi fréquemment nommée l’Alliance atlantique ou l'Alliance nord-atlantique, plus rarement l’Alliance euro-atlantique ou l’Alliance transatlantique.
L'OTAN compte trente-deux membres, trente pays européens et deux pays nord-américains, les États-Unis et le Canada. Le processus d'adhésion est régi par l'article 10 du traité de l'Atlantique nord qui limite les futurs membres aux seuls « États européens ». Comptant initialement douze membres fondateurs, l'OTAN s’élargit durant la période de la guerre froide en accueillant la Grèce et la Turquie en 1952, l'Allemagne de l'Ouest en 1955 (accords de Paris), puis l'Espagne en 1982. Depuis l'effondrement du bloc de l'Est marquant la fin de la guerre froide, douze pays d'Europe de l'Est ont rejoint l'OTAN en trois vagues entre 1999 et 2009. En juin 2017, le Monténégro devient le 29e État membre de l'OTAN, puis le 27 mars 2020, la Macédoine du Nord en  le 30e État membre et enfin le 4 avril 2023, la Finlande en devient le 31e État membre. La Suède devient membre en mars 2024.

#### Agences de renseignement
Les cellules stay-behind (en anglais, « restez derrière ») sont des réseaux clandestins coordonnés par l'OTAN pendant la première guerre froide.
Ces cellules sont d'abord créées en Europe de l'Ouest et chargées d'organiser des réseaux de résistance en Europe de l'Est.
À la base[style à revoir], le Comité clandestin de l'Union occidentale, au début de la planification, est transféré, sur l'initiative du général Eisenhower, au Coordination and Planning Committee (CPC) en « liaison directe et officielle » avec le Grand quartier général des puissances alliées en Europe, au sein duquel les rôles clés seront tenus par les services spéciaux américain et français  dès juillet 1951. Ces services sont constitués d'agents de la CIA, et d'anciens du MI9 (chargés durant la 2e guerre mondiale des réseaux d'évasion) ou du Special Operations Executive, devenu la Special Operations Branch du MI6.
Implantées dans seize pays d'Europe de l'Ouest, ces cellules visent à combattre une éventuelle occupation par le bloc de l'Est, se tenant prêtes à être activées en cas d'invasion par les forces du pacte de Varsovie. La plus célèbre de ces cellules et la première à avoir fait l'objet de révélations est le réseau italien Gladio (« Glaive » en italien). Rien n'indique que les agences stay-behind soient encore actives.

#### Alliances militaires associées à l'Otan

##### L'AUKUS
AUKUS (acronyme de l'anglais Australia, United Kingdom et United States) est une alliance militaire tripartite formée par l'Australie, les États-Unis et le Royaume-Uni. Rendue publique le 15 septembre 2021, elle vise à contrer l'expansionnisme chinois dans la Zone Indo-Pacifique.
Cette alliance succède à ANZUS, tout en excluant la Nouvelle-Zélande qui refuse l'accès de navires nucléaires à ses eaux,, en vertu d'une politique de zone dénucléarisée mise en vigueur en 1984.

##### Le Traité de coopération mutuelle et de sécurité entre les États-Unis et Taïwan
Le traité de coopération mutuelle et de sécurité entre les États-Unis et Taïwan - officiellement Mutual Defense Treaty between the United States of America and the Republic of China (中華民國與美利堅合眾國間共同防禦條約) -, est un traité entre les États-Unis et Taïwan qui a été effectif entre le 3 mars 1955 et le 31 décembre 1979. Il est signé le 2 décembre 1954 à Washington. Il est composé de 10 articles, qui portent notamment sur l'aide militaire, en cas d'attaque du territoire d'un des deux signataires.

### L'Organisation de coopération de Shanghai

L'Organisation de coopération de Shanghai (OCS ; chinois : 上海合作组织 ; pinyin : shànghǎi hézuò zǔzhī, 上合组织 ; en russe : Шанхайская Организация Сотрудничества, ШОС) est l'une des nombreuses organisations intergouvernementales à caractères politique et économique actives en Asie.
Succédant au « groupe de Shanghai », elle est instituée en 2001 par la Chine, la Russie et quatre États d'Asie centrale, le Kazakhstan, le Kirghizistan, l'Ouzbékistan et le Tadjikistan. Elle s'élargit à l'Inde et au Pakistan en 2016, puis à l'Iran en 2021.
Véritable pacte de non-agression, à défaut d'être une alliance de sécurité mutuelle, l'OCS a éliminé les risques de conflits entre ces États. Sur le terrain de la dissuasion nucléaire, l'OCS a soutenu la création d'une zone exempte d'armes nucléaires en Asie centrale avec la signature du traité de Semipalatinsk par les quatre États d'Asie centrale membres de l'Organisation et le Turkménistan.
Cette bonne entente est aussi symbolisée par l'organisation très régulière de manœuvres militaires organisées par tout ou partie des États membres fondateurs. Elles sont parfois organisées conjointement par l'Organisation du traité de sécurité collective, des États membres de la CEI — comme en particulier la Biélorussie — et l'OCS.
Certaines de ces manœuvres sont de grande envergure et relèvent de la démonstration de force par la Russie et la Chine vis-à-vis des États-Unis. La coopération militaire entre les deux « poids lourds » de l'OCS s'est considérablement développée dans les années 2010, par le biais de ventes d'armes (chasseurs Soukhoï Su-35, de systèmes de défense antiaérienne S-400 Triumph) et la conduite d'exercices militaires largement médiatisés. Les manœuvres navales « Joint Sea ” ont lieu chaque année depuis 2012.

#### Agences de renseignement
La Structure régionale antiterroriste (SRAT) ou Regional Anti-Terrorist Structure of Shanghai Cooperation Organization (RATS SCO) est une structure interne à l'Organisation de Coopération de Shanghai instituée en 2001. C'est une mutualisation des consulats, services de douane et d'immigration, et surtout des agences de renseignement  des 9 États composant l'OCS; c'est-à-dire l'Inde, la Chine, le Kazakhstan, le Kirghizistan, la Russie, le Tadjikistan, l'Ouzbékistan, l'Iran et le Pakistan.
Le rôle initial de cette structure est de combattre les «trois fléaux» du terrorisme, de l’extrémisme et du séparatisme. À ce titre, la SRAT tient à jour une liste consolidée d’organisations et d’individus dits «extrémistes» à l’échelon régional (au niveau des territoires des États membres). On sait que la SRAT a pu interagir avec les autorités d'autres États.

#### Alliances militaires associées à l'OCS

##### Le Traité d'amitié, de coopération et d'assistance mutuelle sino-nord coréen
Ce traité est signé le 11 juillet 1961 à Pékin, par Zhou Enlai et Kim Il-Sung, un mois après que la RPDC a signé le même genre de traité avec l´URSS. Ce traité est entré en vigueur le 10 septembre 1961. Il prévoit une coopération pacifique entre les deux protagonistes concernant la culture, l'économie, la technologie, et d'autres domaines. L'article 2 précise que si l'un des deux pays est attaqué par une nation ou une coalition, l'autre doit prendre toutes les mesures nécessaires pour s'y opposer. Ils doivent ainsi se porter immédiatement assistance. Ce traité se renouvelle automatiquement tous les 20 ans.

##### L'Organisation du traité de sécurité collective
L'Organisation du traité de sécurité collective (OTSC) (russe : Организация Договора о коллективной безопасности (ОДКБ)) est une organisation à vocation politico-militaire fondée le 7 octobre 2002. Elle regroupe l'Arménie, la Biélorussie, le Kazakhstan, le Kirghizistan, la Russie et le Tadjikistan.

## Zones de tension

Carte de la reconnaissance des territoires post-soviétiques par la Russie : Transnistrie, République de Crimée, Abkhazie, Ossétie du Sud et Haut-Karabagh.
Russie
Anciennes républiques socialistes soviétiques
Territoires post-soviétiques ayant déclaré leur indépendance et reconnus par la Russie
Territoires post-soviétiques ayant déclaré leur indépendance et reconnus uniquement par des territoires devenus indépendants, eux-mêmes reconnus par la Russie

### Europe de l'Est et OTAN
Les États européens membres de l'OTAN, lors du sommet de Prague en 2002, décident de mettre en place un dispositif antimissile qui se concrétise par un premier déploiement opérationnel en 2010 et se poursuit dans les années suivantes, notamment autour de la frontière occidentale de la Russie, en Pologne et en Roumanie ; pour Vladimir Poutine, le parapluie antimissile européen est devenu en 2016, un « sérieux sujet de friction ».
En réponse à l'annexion de la Crimée par la Russie en 2014, l'OTAN prend des « mesures de réassurance » destinées à renforcer la sécurité de son flanc Est. Dans ce cadre, deux bases aériennes sont mises à disposition de la mission de police du ciel des États baltes.

### Ukraine
Le 27 mars 2014, l'Assemblée générale des Nations unies adopte une résolution dénonçant le référendum en Crimée (estimant qu'il n'avait aucune validité) et l'annexion russe de la péninsule. La résolution recueille 100 voix pour, 11 voix contre et 58 abstentions, sur les 193 États membres. Le 22 février 2022, la Russie reconnaît l'indépendance des républiques de Donetsk et Lougansk et lance une invasion de l'Ukraine le 24 février 2022.

### Géorgie
À la fin de la guerre froide, plusieurs territoires de l’URSS obtiennent leur indépendance. En 1991 l’ancienne république soviétique, la Géorgie proclame son indépendance . Dès lors, les tensions augmentent entre la Géorgie et sa province sécessionniste, l’Ossétie du Sud. En 2004, les frictions augmentèrent à la suite de l’installation de postes de contrôle par le gouvernement géorgien. Ces postes limitaient les importations en Ossétie-du-Sud amenant ainsi des troupes russes du maintien de la paix sur le territoire. L’installation de postes de contrôle suscite des réactions à Moscou. Ainsi, les deux pays s’échangeront des mots sous forme de critique. Le ministre des Affaires étrangères russe dit dans un communiqué « Les mesures provocatrices (…) pouvaient entraîner des conséquences extrêmement négatives ». En 2005, la Russie organise une conférence nommée la « communauté des États non reconnus ». Parmi les représentants à cette conférence, Ossétie-du-Sud en fait partie amenant donc plus de tension. Après cette conférence, les responsables sud-ossètes rejettent toute proposition de la Géorgie pour la paix, car ils jugent l’Ossétie-du-Sud comme un territoire indépendant.
En 2003, l’Organisation du traité de l'Atlantique nord commence à s’intéresser au territoire de la Géorgie. L’implication et l’intérêt du territoire par l’OTAN amènent son lot de tension en Russie vis-à-vis l’occident. En 2005 la Russie met en garde l’OTAN contre l’aide militaire en Géorgie.
C’est le 7 août 2008 que les tensions vont éclater en guerre.En effet, l’Armée de la Géorgie attaque la capitale de l’Ossétie-du-Sud pour reprendre le contrôle du territoire. D’un côté, la Géorgie profite du soutien militaire américain et de l’autre, l’Ossétie-du-Sud est supportée par la Russie.Le conflit s'est étendu à une autre province géorgienne séparatiste, l'Abkhazie ; le 26 août, la fédération de Russie reconnaît officiellement l'indépendance de l'Ossétie du Sud et de l'Abkhazie. Depuis, l’OTAN appelle la Russie à revenir sur leur décision et soutient la volonté de la Géorgie à rejoindre l’OTAN.

### Situation tendue à Taiwan
Le 2 janvier 2019, le secrétaire général du Parti communiste chinois, Xi Jinping, déclare que pour récupérer Taïwan, la Chine « n'exclut pas le recours à la force ». Il ajoute que « la Chine doit être réunifiée et elle le sera. L'indépendance de Taiwan est une entorse à l'histoire et ne pourra conduire qu'à une impasse et à un profond désastre ». La présidente de la République de Chine, Tsai Ing-wen, demande l'aide de la communauté internationale et tweete « Comme présidente de la République de Chine, j'appelle la Chine à prendre courageusement des mesures en faveur de la démocratie afin de comprendre la population de Taïwan ».
En septembre 2020, plusieurs députés européens appellent l'Union européenne à revoir sa position à propos du statut de Taïwan et à défendre davantage la démocratie à Taïwan, et à renoncer à la position d'équilibre consistant à reconnaitre à la fois le droit à l'autodétermination de Taïwan et le principe d'une seule Chine. En novembre 2020, le secrétaire d'État des États-Unis Mike Pompeo déclare toutefois que, pour les États-Unis, Taïwan ne fait pas partie de la Chine, et que la position des États-Unis à ce sujet a toujours consisté à seulement prendre note de la position de la Chine sur le sujet. À cette occasion, la porte-parole du ministère des Affaires étrangères de la république de Chine Joanne Ou estime que « la république de Chine à Taïwan est un pays souverain et indépendant, et non une partie de la république populaire de Chine ».
Des incursions de la république populaire de Chine ont lieu régulièrement dans les eaux territoriales de Taiwan telles que celle d'un porte-avions chinois Shandong le vendredi 18 mars 2022 avant un entretien téléphonique entre le président américain Joe Biden et le chef d'État chinois Xi Jinping (entretien téléphonique concernant l'invasion russe en Ukraine) .

### Risque nucléaire
Cette intervention de Poutine marque le retour à une nouvelle guerre froide et à la fin d'une détente que Reagan, Jean-Paul IIpuis Gorbatchevavait réussit à mettre en place après son arrivée au pouvoir en 1985 mettant fin à une époque dite de mondialisation heureuse où le Libéralisme économique primerait sur le reste favorisant l'économie de marché et l'émergence d'une paix perpétuelle malgré les déclarations initiales du premier à propos de la Russie parlant initialement d'Empire du mal ayant aboutit ensuite malgré tout au Traité sur les forces nucléaires à portée intermédiaire de décembre 1987.
Le film Wargames (film) explore de façon presque prémonitoire à la suite d'une erreur informatique les risques majeurs de guerre nucléaire entre USA et URSS.